# Équipe de Croatie de football au Championnat d'Europe 2024
Vous pouvez aider à l'améliorer ou bien discuter des problèmes sur sa page de discussion.
- Il ne cite pas suffisamment ses sources. Vous pouvez indiquer les passages à sourcer avec {{référence nécessaire}} ou {{Référence souhaitée}}, et inclure les références utiles en les liant aux notes de bas de page. (Marqué depuis mai 2024)
- Son texte doit être wikifié : il ne correspond pas à la mise en forme Wikipédia (style, typographie, liens internes, liens entre les wikis, etc.). (Marqué depuis mai 2024)

- Archive Wikiwix
- Bing
- Cairn
- DuckDuckGo
- E. Universalis
- Gallica
- Google
- G. Books
- G. News
- G. Scholar
- Persée
- Qwant
- (zh) Baidu
- (ru) Yandex
- (wd) trouver des œuvres sur Wikidata

Cet article relate le parcours de l'équipe de Croatie de football lors du Championnat d'Europe de football 2024 qui a lieu du 14 juin au 14 juillet 2024 en Allemagne.
La Croatie a terminé deuxième des éliminatoires de l'Euro 2024 et a été versée dans un « groupe de la mort » avec l'Italie, l'Espagne et l'Albanie, qui doit débuter à l'été 2024,.

## Qualifications
| Rang | Équipe         | Pts | J | G | N | P | Bp | Bc | Diff |  | Résultats (▼ dom., ► ext.) |     |     |     |     |     |
| ---- | -------------- | --- | - | - | - | - | -- | -- | ---- |  | -------------------------- | --- | --- | --- | --- | --- |
| 1    | Turquie        | 17  | 8 | 5 | 2 | 1 | 14 | 7  | +7   |  | Turquie                    |     | 0-2 | 2-0 | 1-1 | 4-0 |
| 2    | Croatie        | 16  | 8 | 5 | 1 | 2 | 13 | 4  | +9   |  | Croatie                    | 0-1 |     | 1-1 | 1-0 | 5-0 |
| 3    | Pays de Galles | 12  | 8 | 3 | 3 | 2 | 10 | 10 | 0    |  | Pays de Galles             | 1-1 | 2-1 |     | 2-4 | 1-0 |
| 4    | Arménie        | 8   | 8 | 2 | 2 | 4 | 9  | 11 | -2   |  | Arménie                    | 1-2 | 0-1 | 1-1 |     | 2-1 |
| 5    | Lettonie       | 3   | 8 | 1 | 0 | 7 | 5  | 19 | -14  |  | Lettonie                   | 2-3 | 0-2 | 0-2 | 2-0 |     |

- Sélection directement qualifiée pour l'Euro 2024

## Matchs de préparation
| 23 mars 2024                      | Tunisie                                                              | 0 - 0             | Croatie                                                                          | Stade international du Caire, Le Caire ( Égypte) |                                                 |
| 21h00 · Historique des rencontres |                                                                      | (0 - 0)           |                                                                                  | Spectateurs : 4 300 Arbitrage : Mohamed Maarouf  | Spectateurs : 4 300 Arbitrage : Mohamed Maarouf |
| 21h00 · Historique des rencontres | Rapport                                                              |                   |                                                                                  | Spectateurs : 4 300 Arbitrage : Mohamed Maarouf  | Spectateurs : 4 300 Arbitrage : Mohamed Maarouf |
| 21h00 · Historique des rencontres | Ben Romdhane · Laïdouni · Abdi · Jelassi · Ltaief · Jaziri · Haddadi | Tirs au but 4 - 5 | Vlašić · Kramarić · Petković · Majer · Mario Pašalić · Juranović · Marco Pašalić | Spectateurs : 4 300 Arbitrage : Mohamed Maarouf  | Spectateurs : 4 300 Arbitrage : Mohamed Maarouf |

| 26 mars 2024                      | Égypte                      | 2 - 4   | Croatie                                              | Stade de Misr, Nouvelle capitale administrative égyptienne |                                                 |
| 22h00 · Historique des rencontres | Rabia 6e · Abdelmonem 90+4e | (1 - 1) | 21e Vlašić · 57e Petković · 77e Kramarić · 86e Majer | Spectateurs : 85 350 Arbitrage : Adalbert Diouf            | Spectateurs : 85 350 Arbitrage : Adalbert Diouf |
| 22h00 · Historique des rencontres | Rapport                     |         |                                                      | Spectateurs : 85 350 Arbitrage : Adalbert Diouf            | Spectateurs : 85 350 Arbitrage : Adalbert Diouf |

| 3 juin 2024                       | Croatie                           | 3 - 0   | Macédoine du Nord | Stadion Rujevica, Rijeka                  |                                           |
| 19h00 · Historique des rencontres | Majer 10e 45e · Marco Pašalić 79e | (2 - 0) |                   | Spectateurs : 8 030 Arbitrage : Matej Jug | Spectateurs : 8 030 Arbitrage : Matej Jug |
| 19h00 · Historique des rencontres | Rapport                           |         |                   | Spectateurs : 8 030 Arbitrage : Matej Jug | Spectateurs : 8 030 Arbitrage : Matej Jug |

| 8 juin 2024                       | Portugal | 1 - 2   | Croatie                        | Stade national du Jamor, Oeiras              |                                              |
| 18h45 · Historique des rencontres | Jota 48e | (0 - 1) | 8e (pen.) Modrić · 56e Budimir | Spectateurs : 37 500 Arbitrage : Harm Osmers | Spectateurs : 37 500 Arbitrage : Harm Osmers |
| 18h45 · Historique des rencontres | Rapport  |         |                                | Spectateurs : 37 500 Arbitrage : Harm Osmers | Spectateurs : 37 500 Arbitrage : Harm Osmers |

## Séjour et hébergement
Le camp de base de la Croatie se situe dans la ville de Neuruppin, en Brandebourg.

## Phase finale

### Effectif
Les âges et les sélections sont calculés au début de l'Euro 2024, le 14 juin 2024.
La Croatie annonce une équipe préliminaire de 35 joueurs le 20 mai 2024. L'équipe finale de 26 hommes est annoncée le 7 juin 2024.

### Premier tour
| v · m | Équipe  | Pts | J | G | N | P | Bp | Bc | Diff |
| ----- | ------- | --- | - | - | - | - | -- | -- | ---- |
| 1     | Espagne | 9   | 3 | 3 | 0 | 0 | 5  | 0  | +5   |
| 2     | Italie  | 4   | 3 | 1 | 1 | 1 | 3  | 3  | 0    |
| 3     | Croatie | 2   | 3 | 0 | 2 | 1 | 3  | 6  | -3   |
| 4     | Albanie | 1   | 3 | 0 | 1 | 2 | 3  | 5  | -2   |

#### Espagne - Croatie
| Match 3                 | Espagne                                                          | 3 - 0   | Croatie | Olympiastadion, Berlin                                                         |                                                                                |
| 15 juin 2024 18h00 CEST | ( Ruiz) Morata 29e · ( Pedri) Ruiz 32e · ( Yamal) Carvajal 45+2e | (3 - 0) |         | Spectateurs : 68 844 Arbitrage : Michael Oliver Arbitre vidéo : Stuart Attwell | Spectateurs : 68 844 Arbitrage : Michael Oliver Arbitre vidéo : Stuart Attwell |
| 15 juin 2024 18h00 CEST | Rodri 78e                                                        | Rapport |         | Spectateurs : 68 844 Arbitrage : Michael Oliver Arbitre vidéo : Stuart Attwell | Spectateurs : 68 844 Arbitrage : Michael Oliver Arbitre vidéo : Stuart Attwell |

#### Croatie - Albanie
| Match 15                | Croatie                                     | 2 - 2   | Albanie                                | Volksparkstadion, Hambourg                                                       |                                                                                  |
| 19 juin 2024 15h00 CEST | ( Budimir) Kramarić 74e · Gjasula 76e (csc) | (0 - 1) | 11e Laçi ( Asani) · 90+5e Gjasula      | Spectateurs : 46 784 Arbitrage : François Letexier Arbitre vidéo : Willy Delajod | Spectateurs : 46 784 Arbitrage : François Letexier Arbitre vidéo : Willy Delajod |
| 19 juin 2024 15h00 CEST | Ivušić 87e                                  | Rapport | 77e Hysaj · 90+3e Daku · 90+7e Gjasula | Spectateurs : 46 784 Arbitrage : François Letexier Arbitre vidéo : Willy Delajod | Spectateurs : 46 784 Arbitrage : François Letexier Arbitre vidéo : Willy Delajod |

#### Croatie - Italie
| Match 28                | Croatie                                                                               | 1 - 1   | Italie                          | Stade de Leipzig, Leipzig                                                     |                                                                               |
| 24 juin 2024 21h00 CEST | ( Budimir) Modrić 55e                                                                 | (0 - 0) | 90+8e Zaccagni ( Calafiori)     | Spectateurs : 38 322 Arbitrage : Danny Makkelie Arbitre vidéo : Rob Dieperink | Spectateurs : 38 322 Arbitrage : Danny Makkelie Arbitre vidéo : Rob Dieperink |
| 24 juin 2024 21h00 CEST | Sučić 24e · Modrić 60e · Ivanušec 73e · Pongračić 78e · Stanišić 82e · Brozović 90+1e | Rapport | 90+3e Calafiori · 90+6e Fagioli | Spectateurs : 38 322 Arbitrage : Danny Makkelie Arbitre vidéo : Rob Dieperink | Spectateurs : 38 322 Arbitrage : Danny Makkelie Arbitre vidéo : Rob Dieperink |

## Statistiques

### Temps de jeu
| N°         | Joueur            |          |          |          | TT       | But inscrit | Passe décisive | MJ       | MT       | Légende |
| ---------- | ----------------- | -------- | -------- | -------- | -------- | ----------- | -------------- | -------- | -------- | --- |
| Gardiens   | Gardiens          | Gardiens | Gardiens | Gardiens | Gardiens | Gardiens    | Gardiens       | Gardiens | Gardiens | Abréviations et symboles : TT : Total de minutes jouées MJ : Nombre de matchs joués MT : Matchs joués en tant que titulaire : but : passe décisive : joueur entré : joueur remplacé : capitaine : carton jaune : carton rouge |
| 1          | Dominik Livaković | 90       | 90       | 90       | 270      | -           | -              | 3        | 3        | Abréviations et symboles : TT : Total de minutes jouées MJ : Nombre de matchs joués MT : Matchs joués en tant que titulaire : but : passe décisive : joueur entré : joueur remplacé : capitaine : carton jaune : carton rouge |
| 12         | Nediljko Labrović | -        | -        | -        | -        | -           | -              | -        | -        | Abréviations et symboles : TT : Total de minutes jouées MJ : Nombre de matchs joués MT : Matchs joués en tant que titulaire : but : passe décisive : joueur entré : joueur remplacé : capitaine : carton jaune : carton rouge |
| 23         | Ivica Ivušić      | -        | -        | -        | -        | -           | -              | -        | -        | Abréviations et symboles : TT : Total de minutes jouées MJ : Nombre de matchs joués MT : Matchs joués en tant que titulaire : but : passe décisive : joueur entré : joueur remplacé : capitaine : carton jaune : carton rouge |
| Défenseurs |                   |          |          |          |          |             |                |          |          | Abréviations et symboles : TT : Total de minutes jouées MJ : Nombre de matchs joués MT : Matchs joués en tant que titulaire : but : passe décisive : joueur entré : joueur remplacé : capitaine : carton jaune : carton rouge |
| 2          | Josip Stanišić    | 90       | -        | 90       | 90       | -           | -              | 2        | 2        | Abréviations et symboles : TT : Total de minutes jouées MJ : Nombre de matchs joués MT : Matchs joués en tant que titulaire : but : passe décisive : joueur entré : joueur remplacé : capitaine : carton jaune : carton rouge |
| 3          | Marin Pongračić   | 90       | -        | 90       | 180      | -           | -              | 2        | 2        | Abréviations et symboles : TT : Total de minutes jouées MJ : Nombre de matchs joués MT : Matchs joués en tant que titulaire : but : passe décisive : joueur entré : joueur remplacé : capitaine : carton jaune : carton rouge |
| 4          | Joško Gvardiol    | 90       | 90       | 90       | 270      | -           | -              | 3        | 3        | Abréviations et symboles : TT : Total de minutes jouées MJ : Nombre de matchs joués MT : Matchs joués en tant que titulaire : but : passe décisive : joueur entré : joueur remplacé : capitaine : carton jaune : carton rouge |
| 5          | Martin Erlić      | -        | -        | -        | -        | -           | -              | -        | -        | Abréviations et symboles : TT : Total de minutes jouées MJ : Nombre de matchs joués MT : Matchs joués en tant que titulaire : but : passe décisive : joueur entré : joueur remplacé : capitaine : carton jaune : carton rouge |
| 6          | Josip Šutalo      | 90       | 90       | 90       | 270      | -           | -              | 3        | 3        | Abréviations et symboles : TT : Total de minutes jouées MJ : Nombre de matchs joués MT : Matchs joués en tant que titulaire : but : passe décisive : joueur entré : joueur remplacé : capitaine : carton jaune : carton rouge |
| 19         | Borna Sosa        | -        | 6        | -        | 6        | -           | -              | 1        | 0        | Abréviations et symboles : TT : Total de minutes jouées MJ : Nombre de matchs joués MT : Matchs joués en tant que titulaire : but : passe décisive : joueur entré : joueur remplacé : capitaine : carton jaune : carton rouge |
| 21         | Domagoj Vida      | -        | -        | -        | -        | -           | -              | -        | -        | Abréviations et symboles : TT : Total de minutes jouées MJ : Nombre de matchs joués MT : Matchs joués en tant que titulaire : but : passe décisive : joueur entré : joueur remplacé : capitaine : carton jaune : carton rouge |
| 22         | Josip Juranović   | -        | 90       | 1        | 91       | -           | -              | 2        | 1        | Abréviations et symboles : TT : Total de minutes jouées MJ : Nombre de matchs joués MT : Matchs joués en tant que titulaire : but : passe décisive : joueur entré : joueur remplacé : capitaine : carton jaune : carton rouge |
| Milieux    |                   |          |          |          |          |             |                |          |          | Abréviations et symboles : TT : Total de minutes jouées MJ : Nombre de matchs joués MT : Matchs joués en tant que titulaire : but : passe décisive : joueur entré : joueur remplacé : capitaine : carton jaune : carton rouge |
| 7          | Lovro Majer       | 90       | 46       | 9        | 145      | -           | -              | 3        | 2        | Abréviations et symboles : TT : Total de minutes jouées MJ : Nombre de matchs joués MT : Matchs joués en tant que titulaire : but : passe décisive : joueur entré : joueur remplacé : capitaine : carton jaune : carton rouge |
| 8          | Mateo Kovačić     | 65       | 90       | 70       | 125      | -           | -              | 3        | 3        | Abréviations et symboles : TT : Total de minutes jouées MJ : Nombre de matchs joués MT : Matchs joués en tant que titulaire : but : passe décisive : joueur entré : joueur remplacé : capitaine : carton jaune : carton rouge |
| 10         | Luka Modrić       | 65       | 90       | 81       | 236      | 1           | -              | 3        | 3        | Abréviations et symboles : TT : Total de minutes jouées MJ : Nombre de matchs joués MT : Matchs joués en tant que titulaire : but : passe décisive : joueur entré : joueur remplacé : capitaine : carton jaune : carton rouge |
| 11         | Marcelo Brozović  | 90       | 46       | 90       | 226      | -           | -              | 3        | 3        | Abréviations et symboles : TT : Total de minutes jouées MJ : Nombre de matchs joués MT : Matchs joués en tant que titulaire : but : passe décisive : joueur entré : joueur remplacé : capitaine : carton jaune : carton rouge |
| 13         | Nikola Vlašić     | -        | -        | -        | -        | -           | -              | -        | -        | Abréviations et symboles : TT : Total de minutes jouées MJ : Nombre de matchs joués MT : Matchs joués en tant que titulaire : but : passe décisive : joueur entré : joueur remplacé : capitaine : carton jaune : carton rouge |
| 15         | Mario Pašalić     | -        | -        | 46       | 46       | -           | -              | 1        | 1        | Abréviations et symboles : TT : Total de minutes jouées MJ : Nombre de matchs joués MT : Matchs joués en tant que titulaire : but : passe décisive : joueur entré : joueur remplacé : capitaine : carton jaune : carton rouge |
| 18         | Luka Ivanušec     | -        | -        | 20       | 20       | -           | -              | 1        | 0        | Abréviations et symboles : TT : Total de minutes jouées MJ : Nombre de matchs joués MT : Matchs joués en tant que titulaire : but : passe décisive : joueur entré : joueur remplacé : capitaine : carton jaune : carton rouge |
| 25         | Luka Sučić        | 25       | 44       | 70       | 139      | -           | -              | 3        | 1        | Abréviations et symboles : TT : Total de minutes jouées MJ : Nombre de matchs joués MT : Matchs joués en tant que titulaire : but : passe décisive : joueur entré : joueur remplacé : capitaine : carton jaune : carton rouge |
| 26         | Martin Baturina   | -        | 6        | -        | 6        | -           | -              | 1        | 0        | Abréviations et symboles : TT : Total de minutes jouées MJ : Nombre de matchs joués MT : Matchs joués en tant que titulaire : but : passe décisive : joueur entré : joueur remplacé : capitaine : carton jaune : carton rouge |
| Attaquants |                   |          |          |          |          |             |                |          |          | Abréviations et symboles : TT : Total de minutes jouées MJ : Nombre de matchs joués MT : Matchs joués en tant que titulaire : but : passe décisive : joueur entré : joueur remplacé : capitaine : carton jaune : carton rouge |
| 9          | Andrej Kramarić   | 72       | 84       | 90       | 246      | 1           | -              | 3        | 3        | Abréviations et symboles : TT : Total de minutes jouées MJ : Nombre de matchs joués MT : Matchs joués en tant que titulaire : but : passe décisive : joueur entré : joueur remplacé : capitaine : carton jaune : carton rouge |
| 14         | Ivan Perišić      | 34       | 84       | 20       | 160      | -           | -              | 3        | 1        | Abréviations et symboles : TT : Total de minutes jouées MJ : Nombre de matchs joués MT : Matchs joués en tant que titulaire : but : passe décisive : joueur entré : joueur remplacé : capitaine : carton jaune : carton rouge |
| 16         | Ante Budimir      | 56       | 21       | 44       | 111      | -           | 2              | 3        | 1        | Abréviations et symboles : TT : Total de minutes jouées MJ : Nombre de matchs joués MT : Matchs joués en tant que titulaire : but : passe décisive : joueur entré : joueur remplacé : capitaine : carton jaune : carton rouge |
| 17         | Bruno Petković    | 18       | 69       | -        | 87       | -           | -              | 2        | 1        | Abréviations et symboles : TT : Total de minutes jouées MJ : Nombre de matchs joués MT : Matchs joués en tant que titulaire : but : passe décisive : joueur entré : joueur remplacé : capitaine : carton jaune : carton rouge |
| 20         | Marko Pjaca       | -        | -        | -        | -        | -           | -              | -        | -        | Abréviations et symboles : TT : Total de minutes jouées MJ : Nombre de matchs joués MT : Matchs joués en tant que titulaire : but : passe décisive : joueur entré : joueur remplacé : capitaine : carton jaune : carton rouge |
| 24         | Marco Pašalić     | 25       | 44       | -        | 69       | -           | -              | 2        | 0        | Abréviations et symboles : TT : Total de minutes jouées MJ : Nombre de matchs joués MT : Matchs joués en tant que titulaire : but : passe décisive : joueur entré : joueur remplacé : capitaine : carton jaune : carton rouge |

| Buts | Joueurs             | Adversaires |
| ---- | ------------------- | ----------- |
| 1    | Andrej Kramarić     | Albanie     |
| 1    | Luka Modrić         | Italie      |
| 1    | Klaus Gjasula (csc) | Albanie     |

| Passes | Joueurs      | Adversaires     |
| ------ | ------------ | --------------- |
| 1      | Ante Budimir | Albanie, Italie |